# Mike Brown (Badminton)
Michael „Mike“ Brown (* 13. März 1957) ist ein englischer Badmintonspieler. 

## Karriere
Mike Brown gewann 1988 und 1989 die Welsh International. 1989 siegte er dreifach bei der Bermuda International. 1990 gewann er den nationalen englischen Titel im Herrendoppel. 1992 war er bei den Iceland International erfolgreich.

## Sportliche Erfolge
| Saison | Veranstaltung                  | Disziplin    | Platz | Name                            |
| ------ | ------------------------------ | ------------ | ----- | ------------------------------- |
| 1988   | Welsh International            | Herrendoppel | 1     | Richard Outterside / Mike Brown |
| 1989   | Welsh International            | Mixed        | 1     | Mike Brown / Jillian Wallwork   |
| 1989   | Bermuda International          | Mixed        | 1     | Mike Brown / Lenora Headley     |
| 1989   | Bermuda International          | Herrendoppel | 1     | Mike Brown / Michael Adams      |
| 1989   | Bermuda International          | Herreneinzel | 1     | Mike Brown                      |
| 1990   | England: Einzelmeisterschaften | Herrendoppel | 1     | Andy Goode / Mike Brown         |
| 1992   | Iceland International          | Herreneinzel | 1     | Mike Brown                      |